# Bradburia
 Bradburia  Torr. & A.Gray, 1842 è un genere di piante angiosperme dicotiledoni della famiglia delle Asteraceae, sottofamiglia Asteroideae, tribù Astereae (North American lineage) e sottotribù Chrysopsidinae.

## Etimologia
Il nome del genere è stato dato in onore di John Bradbury (1768–1823), naturalista inglese.
Il nome scientifico del genere è stato definito dai botanici John Torrey (1796-1873) e Asa Gray (1810-1888) nella pubblicazione " Flora of North America, A (Torrey & Gray)" ( Fl. N. Amer. (Torr. & A. Gray) 2(2): 250) del 1842.

## Descrizione

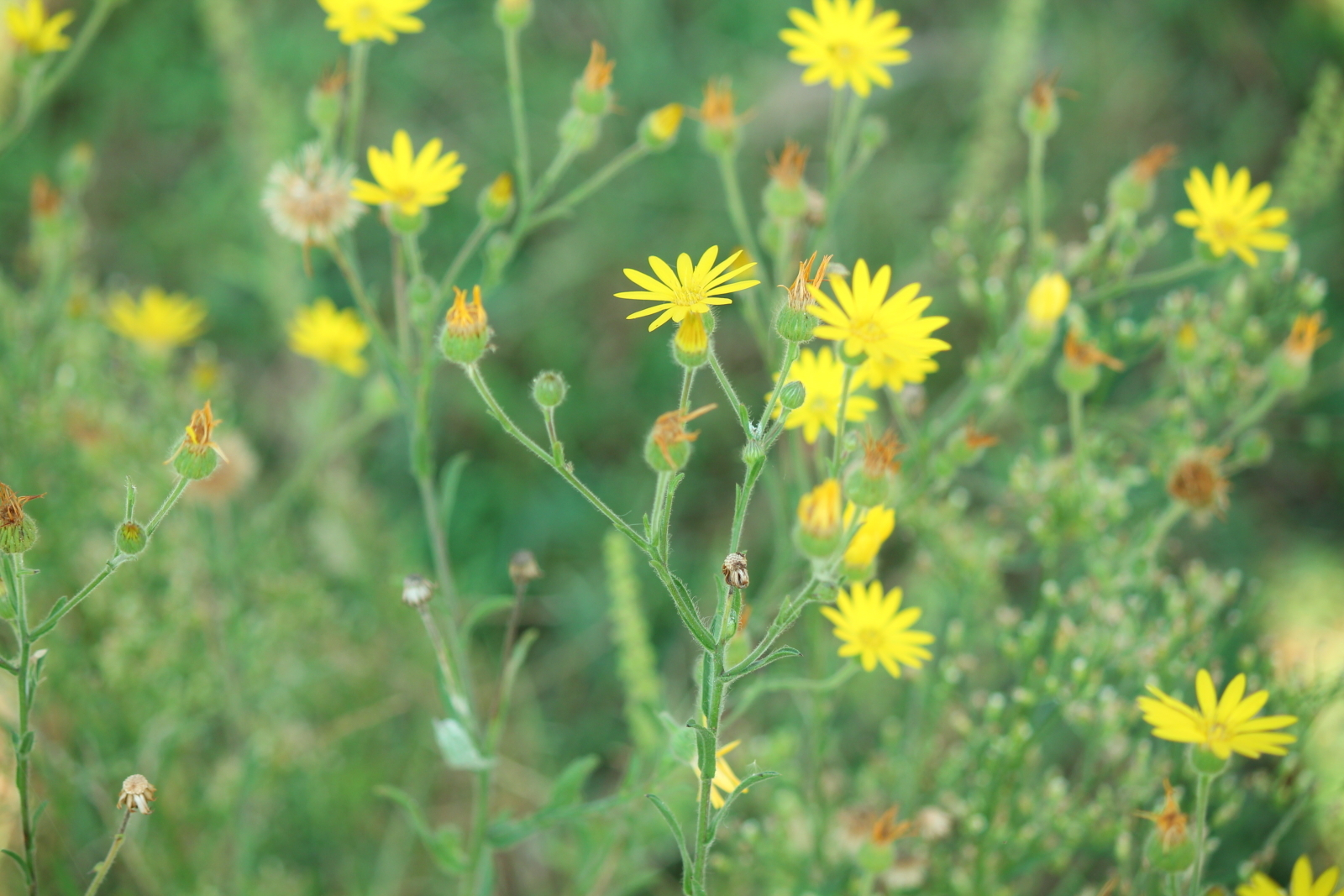
Il portamento
Bradburia pilosa

Portamento. Le specie di questo genere sono erbacee non molto alte con radici rizomatose, steli eretti o prostrati e ramificati. Alcune specie sono ispido-irsute , mentre altre possono essere ghiandolose. I cicli biologici sono annuali o raramente perenni.
Fusto. La parte aerea in genere è eretta (scaposa), semplice o ramosa. Le radici sono fittonanti e legnose. Altezza media: 15 - 80 cm.
Foglie. Le foglie si dividono in basali (picciolate) e caulinari (sessili). La disposizione delle foglie lungo il caule è alterna. Le lamine, mononervate, sono intere con forme da oblanceolate a lineati/lanceolate (quelle cauline). I bordi sono interi o eventualmente dentati (seghettati) verso l'apice. La superficie è ispida-pelosa.
Infiorescenza.  Le sinflorescenze sono sia scapose (capolini solitari) che composte da diversi capolini raccolti in formazioni panicolate (a forma di pannocchia). I capolini sono formati da peduncoli, ispidi-pelosi e stipitati-ghiandolari distalmente, con all'apice un involucro, con forme campanulate, composto da 25 - 60 brattee, al cui interno un ricettacolo fa da base ai fiori di due tipi: fiori del raggio e fiori del disco. Le brattee, con forme da lanceolate a lineari, con lamine disuguali, margini scariosi e a consistenza erbacea, sono disposte in modo più o meno embricato e scalato su 3 - 5 serie. Il ricettacolo, liscio, in genere è nudo ossia senza pagliette a protezione della base dei fiori; la forma è piatta o lievemente convessa. Lunghezza dei peduncoli: 1,5–10 cm. Dimensione degli involucri: 6 – 9 × 6 – 17 mm.
Fiori.  I fiori sono tetra-ciclici (formati cioè da 4 verticilli: calice – corolla – androceo – gineceo) e pentameri (calice e corolla formati da 5 elementi). Si distinguono in:
- fiori del raggio (esterni): da 7 a 25 per capolino, sono femminili e sono disposti su una sola serie; la forma è ligulata (zigomorfa);
- fiori del disco (centrali): sono più numerosi (da 11 a 60) con forme brevemente tubulose (attinomorfe); sono ermafroditi (B. hirtella) oppure funzionalmente maschili (B. pilosa).

- Formula fiorale:

*/x K {\displaystyle \infty }, [C (5), A (5)], G 2 (infero), achenio
- Calice: i sepali del calice sono ridotti ad una coroncina di squame.

- Corolla: 
  - fiori del raggio: la forma della corolla alla base è più o meno tubulosa-imbutiforme, mentre all'apice è ligulata; la ligula è ampia e può terminare con alcuni denti; il colore è giallo;
  - fiori del disco: la forma è cilindrica con gole bruscamente divaricata in 5 lobi; i lobi eretti, hanno una forma triangolare; il colore è giallo.

- Androceo: l'androceo è formato da 5 stami sorretti da filamenti generalmente liberi; gli stami sono connati e formano un manicotto circondante lo stilo; le teche (produttrici del polline) alla base sono troncate e sono lievemente auricolate (molto raramente sono speronate o hanno una coda); le appendici apicali delle antere hanno delle forme piatte e lanceolate; il tessuto endoteciale (rivestimento interno dell'antera) è quasi sempre polarizzato (con due superfici distinte: una verso l'esterno e una verso l'interno). Il polline è sferico con un diametro medio di circa 25 micron;  è tricolporato (con tre aperture sia di tipo a fessura che tipo isodiametrica o poro) ed è echinato (con punte sporgenti).[10][12]

- Gineceo: l'ovario è infero uniloculare formato da 2 carpelli.[6] Lo stilo (il recettore del polline) è profondamente bifido (con due stigmi divergenti) e con le linee stigmatiche marginali separate.[13] I due bracci dello stilo hanno una forma lineare-triangolare e possono essere papillosi o ricoperti da ciuffi di peli.

Frutti. I frutti sono degli acheni con pappo; in alcune specie è presente un certo dimorfismo (gli acheni dei fiori del raggio differiscono dagli acheni dei fiori del disco);
- achenio: gli acheni, colorati da paglierino a bruno, hanno una forma obconica-obovoide, a volte leggermente compressa o a sezione triangolare, con superficie strigosa;
- pappo: il pappo è persistente ed è formato da 20 - 35 setole o da scaglie sia interne che esterne su 2 - 3 serie.

## Biologia
Impollinazione: l'impollinazione avviene tramite insetti (impollinazione entomogama tramite farfalle diurne e notturne).

Riproduzione: la fecondazione avviene fondamentalmente tramite l'impollinazione dei fiori (vedi sopra).

Dispersione: i semi (gli acheni) cadendo a terra sono successivamente dispersi soprattutto da insetti tipo formiche (disseminazione mirmecoria). In questo tipo di piante avviene anche un altro tipo di dispersione: zoocoria. Infatti gli uncini delle brattee dell'involucro (se presenti) si agganciano ai peli degli animali di passaggio disperdendo così anche su lunghe distanze i semi della pianta. Inoltre per merito del pappo il vento può trasportare i semi anche a distanza di alcuni chilometri (disseminazione anemocora).

## Distribuzione e habitat
Le specie di questo genere sono distribuite negli Stati Uniti d'America meridionali.

## Sistematica
La famiglia di appartenenza di questa voce (Asteraceae o Compositae, nomen conservandum) probabilmente originaria del Sud America, è la più numerosa del mondo vegetale, comprende oltre 23.000 specie distribuite su 1.535 generi, oppure 22.750 specie e 1.530 generi secondo altre fonti (una delle checklist più aggiornata elenca fino a 1.679 generi). La famiglia attualmente (2021) è divisa in 16 sottofamiglie; la sottofamiglia Asteroideae è una di queste e rappresenta l'evoluzione più recente di tutta la famiglia.

### Filogenesi
La tribù Astereae (una delle 21 tribù della sottofamiglia Asteroideae) comprende circa 40 sottotribù. In base alle ultime ricerche nella tribù sono stati individuati (provvisoriamente) 5 principali lignaggi:
- Basal grade: include alcuni generi isolati, il gruppo "South American-Oceania",  alcune sottotribù africane e il gruppo dei generi legnosi del Madagascar.
- Bellis lineage: comprende le sottotribù eurasiatiche e una sottotribù africana.
- Aster lineage: include i generi asiatici di Asterinae e i principali gruppi dell'Australia e dell'Oceania.
- Baccharis lineage: include alcuni gruppi sudamericani.
- North American lineage: include la vasta gamma di sottotribù del Nordamerica, Messico e alcuni gruppi distribuiti nel Sudamerica.

Il genere  Bradburia (insieme alla sottotribù Chrysopsidinae) è incluso nel lignaggio "North American lineage". In uno studio cladistico sulla sottotribù Chrysopsidinae si è scoperto che le due specie di Bradburia formano un gruppo fortemente supportato in un clade con il genere Chrysopsis, mentre Noticastrum, Heterotheca e Croptilon formano un altro clade "fratello del primo.
I caratteri distintivi del genere sono:
- i fiori del disco sono sia bisessuali che funzionalmente maschili;
- il pappo è formato da due serie distinte (quella interna è formata da setole barbate, quella esterna da setole più corte).

Il numero cromosomico delle specie di questo genere è: 2n = 6 e 8.

### Elenco delle specie
Questo genere ha 2 specie:
- Bradburia hirtella Torr. & A.Gray
- Bradburia pilosa  (Nutt.) Semple

### Sinonimi
Sono elencati alcuni sinonimi per questa entità:
- Mauchia <small<Kuntze